# Leptospirose
Leptospirose skyldes infektion med spirokæter af familien Leptospira.
En særlig alvorlig manifestation er Weils sygdom med icterus (gulsot), nyresvigt, lungebetændelse og øget blødningstendens.
Andre alvorlige tilfælde kan være hjernehindebetændelse (meningitis), betændelse i hjertet (perikardit / myocarditis) eller kronisk infektion i nyrerne.
Omkring 90% af tilfældene har Leptospirose blot i en influenzalignende karakter. 
Smitten sker gennem forurenet vand, enten indtaget eller gennem huden. Forureningen sker fra rotter, mus, vilde gnavere, hunde, svin og kvæg, og leptospirose er derfor en af zoonoserne.
Sygdommen er sjælden i Danmark, men almindelig i tropiske og subtropiske områder.
I Danmark er der størst smitterisiko i forbindelse med dambrug og kloakarbejde.
Svære sygdomstilfælde af leptospirose med gulsot kaldes Weils syge er opkaldt efter den tyske læge Adolf Weil (1848-1916), skyldes den spiralformede bakterie, der findes i f.eks. rottens urinvejssystem. Smitten overføres ved kontakt med urin. Lettere tilfælde af leptospirose kaldes rottefeber.
I ubehandlede tilfælde er dødeligheden stor.
Behandlingen er penicillin eller tetracyklin.
Forekomsten i Danmark er omkring 5 tilfælde om året (der diagnosticeres 10-30 tilfælde af Leptospirose i Danmark pr. år). 
I 2011 døde en 62-årig mand af leptospirose efter at han havde pådraget sig sygdommen af inficeret vand, der var løbet ind i hans kælder i forbindelse med skybruddet i København d. 2. juli 2011.

## Leptospira
Leptospira er aerobe bevægelige bakterier, 0,1µm i diameter og 5-25µm lange. 
Leptospiraslægten har fire vigtige arter, der igen inddeles serologisk i underarter (serotyper).
- Leptospira canicola
- Leptospira grippotyphosa
- Leptospira interrogans
- Leptospira pomona

Den mest kendte (og farlige) variant er Leptospira interrogans serovar icterohaemorrhagiae.
Andre leptospiroser:
- L. autumnalis Prætibial feber eller Fort Bragg feber
- L. ballum
- L. bovis
- L. canicola Infektiøs gulsot
- L. grippotyphosa Marsk feber
- L. hebdomadis Syv-dages-feber
- L. mitis Svinehyrdesygdom
- L. pomona Svinehyrdesygdom